# Film in 1894
Dit artikel gaat over de film in het jaar 1894.

## Lijst van films
- Amateur Gymnast, No. 1 (aka Unsuccessful Somersault)[1]
- Amateur Gymnast, No. 2 (aka Amateur Gymnast)[2]
- Annabelle Butterfly Dance[3]
- Annie Oakley[4]
- Armand D'Ary[5]
- Athlete with Wand[6]
- A Bar Room Scene[7]
- Band Drill[8]
- Boxing Cats (Prof. Welton's)[9]
- Bucking Broncho[10]
- Buffalo Dance[11]
- The Barbershop[12]
- Caicedo (with Pole)[13]
- Carmencita[14]
- Chinese Opium Den[15]
- Cockfight, No. 2[16]
- Corbett and Courtney Before the Kinetograph[17]
- Dickson Experimental Sound Film (USA)[18]
- Fire Rescue Scene[19]
- Fred Ott Holding a Bird[20]
- Fred Ott's Sneeze (aka Edison Kinetoscopic Record of a Sneeze)[21]
- French Dancers[22]
- Glenroy Bros., No. 2[23]
- Hadj Cheriff[24]
- The Henley Royal Regatta of 1894[25]
- The Hornbacker-Murphy Fight[26]
- Imperial Japanese Dance[27]
- Louis Martinetti (aka Luis Martinetti, Contortionist)[28]
- Men on Parallel Bars[29]
- Miss Jerry[30]
- Oriental Dance[31]
- Rat Killing[32]
- Robetta and Doretto, No. 2 (aka Chinese Laundry Scene)[33]
- Sandow (aka Souvenir Strip of the Edison Kinetoscope)[34]
- Sioux Ghost Dance[35]
- Unsuccessful Somersault[36]
- Walton and Slavin[37]
- The Wrestling Dog[38]
- Whirlwind Gun Spinning[39]
- Wonderful Performing Dog (aka Dancing Dog of Skirt Dancing Dog)[40]
- Wrestling Match[41]

1870-1879 · 1880-1889 · 1890 · 1891 · 1892 · 1893 · 1894 · 1895 · 1896 · 1897 · 1898 · 1899 · 1900 · 1901 · 1902 · 1903 · 1904 · 1905 · 1906 · 1907 · 1908 · 1909 · 1910 · 1911 · 1912 · 1913 · 1914 · 1915 · 1916 · 1917 · 1918 · 1919 · 1920 · 1921 · 1922 · 1923 · 1924 · 1925 · 1926 · 1927 · 1928 · 1929 · 1930 · 1931 · 1932 · 1933 · 1934 · 1935 · 1936 · 1937 · 1938 · 1939 · 1940 · 1941 · 1942 · 1943 · 1944 · 1945 · 1946 · 1947 · 1948 · 1949 · 1950 · 1951 · 1952 · 1953 · 1954 · 1955 · 1956 · 1957 · 1958 · 1959 · 1960 · 1961 · 1962 · 1963 · 1964 · 1965 · 1966 · 1967 · 1968 · 1969 · 1970 · 1971 · 1972 · 1973 · 1974 · 1975 · 1976 · 1977 · 1978 · 1979 · 1980 · 1981 · 1982 · 1983 · 1984 · 1985 · 1986 · 1987 · 1988 · 1989 · 1990 · 1991 · 1992 · 1993 · 1994 · 1995 · 1996 · 1997 · 1998 · 1999 · 2000 · 2001 · 2002 · 2003 · 2004 · 2005 · 2006 · 2007 · 2008 · 2009 · 2010 · 2011 · 2012 · 2013 · 2014 · 2015 · 2016 · 2017 · 2018 · 2019 · 2020 · 2021 · 2022 · 2023 · 2024 · 2025